# ئولالیا ۴۹۵

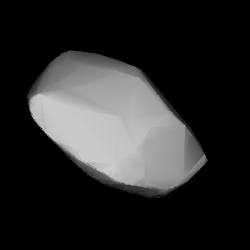
مدل سه‌بُعدی سیارک ئولالیا ۴۹۵ بر اساس منحنی نور آن

سیارک ۴۹۵ (به انگلیسی: 495 Eulalia، نامگذاری:1902KG) چهارصد و نود و پنجمین سیارک کشف شده‌است که در ۲۵ اکتبر ۱۹۰۲ و در هایدلبرگ کشف شد.
قدر مطلق سیارک برابر ۱۰٫۷۸ است.